# Département de Caleu Caleu
Le département de Caleu Caleu est une des 22 subdivisions de la province de La Pampa, en Argentine. Son chef-lieu est la ville de La Adela.
Le nom du département signifie « mouettes » ou « goélands » en langue mapuche.
Le département a une superficie de 9 078 km2. Sa population était de 2 075 habitants, au recensement de 2001 (source : INDEC).

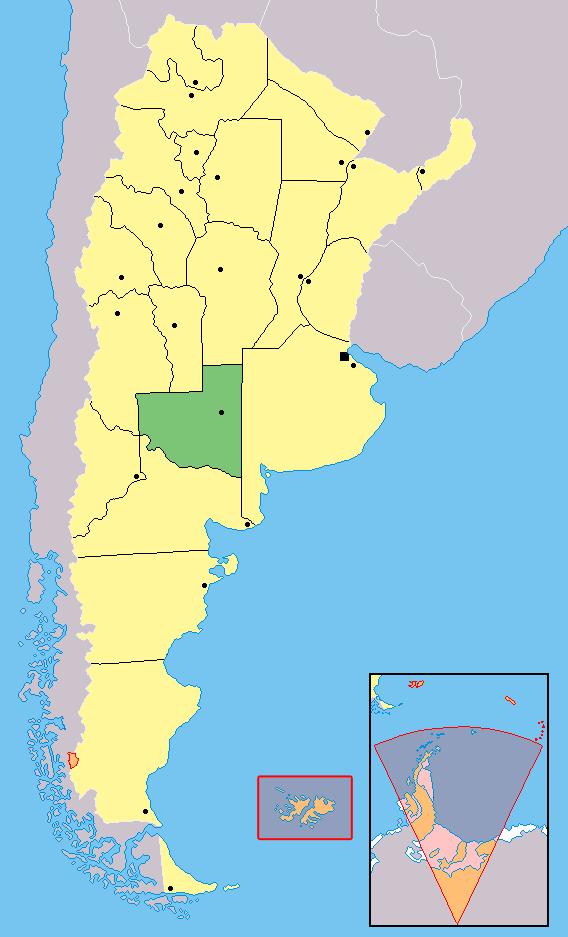
Localisation de la province de La Pampa en Argentine.

## Villes et localités
- Anzoategui
- La Adela, chef-lieu